# راكدة تاونرية
راكدة تاونرية (الاسم العلمي:Acinetobacter towneri) هي نوع من البكتيريا يتبع جنس الراكدة من الفصيلة الموراكسيلية.